# 康樹德
康樹德，台灣出生的臺灣裔泰國人實業家。14歲定居泰國，大學返台就讀國立臺灣大學機械系，畢業後返回曼谷。他在泰國除擔任該國貿易院顧問外，也是泰國外商聯合總會40年來首位亞裔主席。除對政府提供政策建議外，也積極協助泰國本地廠商與台灣企業代表交流，因此被譽為泰國最知名、東協最有影響力的台灣人。       

## 演講經歷
| 年份   | 講座名稱                   | 擔任角色 | 備註 |
| ------ | -------------------------- | -------- | ---- |
| 2015年 | 第十三屆華人領袖遠見高峰會 | 會議講師 |      |
| 2016年 | 第十四屆華人領袖遠見高峰會 | 會議講師 |      |
| 2017年 | 第十五屆華人領袖遠見高峰會 | 會議講師 |      |
| 2018年 | 第十六屆華人領袖遠見高峰會 | 會議講師 |      |
| 2019年 | 第十七屆華人領袖遠見高峰會 | 會議講師 |      |

## 外部連結
- 康樹德的Facebook頁面
- 泰國外商聯合總會 （页面存档备份，存于） （英文）